# 2015-ös WEC nürburgringi 6 órás verseny
| Pályarajz | Pályarajz                | Pályarajz                                      |
| --------- | ------------------------ | ---------------------------------------------- |
|           |                          |                                                |
| Győztesek |                          |                                                |
| Kategória | Csapat                   | Versenyzők                                     |
| LMP1      | #17 Porsche Team         | Timo Bernhard Brendon Hartley Mark Webber      |
| LMP2      | #47 KCMG                 | Matthew Howson Richard Bradley Nick Tandy      |
| LMGTE Pro | #91 Porsche Team Manthey | Richard Lietz Michael Christensen              |
| LMGTE Am  | #72 SMP Racing           | Viktor Saitar Alekszej Baszov Andrea Bertolini |

A 2015-ös WEC nürburgringi 6 órás verseny a Hosszútávú-világbajnokság 2015-ös szezonjának negyedik futama volt, amelyet augusztus 28. és augusztus 30. között tartottak meg a Nürburgringen. A fordulót Timo Bernhard, Brendon Hartley és Mark Webber triója nyerte meg, akik a hibridhajtású Porsche Team csapatának versenyautóját vezették.

## Időmérő
A kategóriák leggyorsabb versenyzői vastaggal vannak kiemelve.
| Poz. | Kategória | Csapat                        | Átlagidő | Különbség | Rajthely |
| ---- | --------- | ----------------------------- | -------- | --------- | -------- |
| 1.   | LMP1      | #18 Porsche Team              | 1:36,473 |           | 1        |
| 2.   | LMP1      | #17 Porsche Team              | 1:36,542 | +0,069    | 2        |
| 3.   | LMP1      | #8 Audi Sport Team Joest      | 1:37,476 | +1,003    | 3        |
| 4.   | LMP1      | #7 Audi Sport Team Joest      | 1:37.783 | +1,310    | 4        |
| 5.   | LMP1      | #1 Toyota Racing              | 1:38,689 | +2,216    | 5        |
| 6.   | LMP1      | #2 Toyota Racing              | 1:39,371 | +2,898    | 6        |
| 7.   | LMP1      | #12 Rebellion Racing          | 1:42,513 | +6,040    | 7        |
| 8.   | LMP1      | #13 Rebellion Racing          | 1:42,985 | +6,512    | 8        |
| 9.   | LMP1      | #4 Team ByKolles              | 1:44,886 | +8,413    | 9        |
| 10.  | LMP2      | #47 KCMG                      | 1:46,132 | +9,569    | 10       |
| 11.  | LMP2      | #26 G-Drive Racing            | 1:46,505 | +10,032   | 11       |
| 12.  | LMP2      | #36 Signatech Alpine          | 1:47,174 | +10,701   | 12       |
| 13.  | LMP2      | #28 G-Drive Racing            | 1:47,179 | +10,706   | 13       |
| 14.  | LMP2      | #43 Team SARD Morand          | 1:47,572 | +11,099   | 14       |
| 15.  | LMP2      | #42 Strakka Racing            | 1:48,250 | +11,777   | 15       |
| 16.  | LMP2      | #30 Extreme Speed Motorsports | 1:48,342 | +11,869   | 16       |
| 17.  | LMP2      | #31 Extreme Speed Motorsports | 1:50,594 | +14,121   | 17       |
| 18.  | LMGTE Pro | #51 AF Corse                  | 1:54,275 | +17,802   | 18       |
| 19.  | LMGTE Pro | #71 AF Corse                  | 1:54,330 | +17,857   | 19       |
| 20.  | LMGTE Pro | #95 Aston Martin Racing       | 1:54,498 | +18,025   | 20       |
| 21.  | LMGTE Pro | #92 Porsche Team Manthey      | 1:54.688 | +18,215   | 21       |
| 22.  | LMGTE Pro | #91 Porsche Team Manthey      | 1:54,729 | +18,256   | 22       |
| 23.  | LMGTE Pro | #99 Aston Martin Racing V8    | 1:54,933 | +18,460   | 23       |
| 24.  | LMGTE Pro | #97 Aston Martin Racing       | 1:55,387 | +18,914   | 24       |
| 25.  | LMGTE Am  | #72 SMP Racing                | 1:56,528 | +20,055   | 25       |
| 26.  | LMGTE Am  | #98 Aston Martin Racing       | 1:57,060 | +20,587   | 26       |
| 27.  | LMGTE Am  | #77 Dempsey Racing-Proton     | 1:57,232 | +20,759   | 27       |
| 28.  | LMGTE Am  | #83 AF Corse                  | 1:57,246 | +20,773   | 28       |
| 29.  | LMGTE Am  | #88 Abu Dhabi-Proton Racing   | 1:57,563 | +21,090   | 29       |
| 30.  | LMGTE Am  | #50 Larbre Compétition        | 1:57,647 | +21,174   | 30       |
| 31.  | LMGTE Am  | #96 Aston Martin Racing       | 1:59,993 | +23,520   | 31       |

## Verseny
A résztvevőknek legalább a versenytáv 70%-át (142 kört) teljesíteniük kellett ahhoz, hogy az elért eredményüket értékeljék. A kategóriák leggyorsabb versenyzői vastaggal vannak kiemelve.
| Helyezés | Kategória | #  | Csapat                    | Versenyzők                                            | Kasztni                        | Gumi | Kör | Idő/Hátrány/Kiesés |
| Helyezés | Kategória | #  | Csapat                    | Versenyzők                                            | Motor                          | Gumi | Kör | Idő/Hátrány/Kiesés |
| -------- | --------- | -- | ------------------------- | ----------------------------------------------------- | ------------------------------ | ---- | --- | ------------------ |
| 1.       | LMP1      | 17 | Porsche Team              | Timo Bernhard Brendon Hartley Mark Webber             | Porsche 919 Hybrid             | M    | 203 | 06:01.16,966       |
| 1.       | LMP1      | 17 | Porsche Team              | Timo Bernhard Brendon Hartley Mark Webber             | Porsche 2.0 L Turbo V4         | M    | 203 | 06:01.16,966       |
| 2.       | LMP1      | 18 | Porsche Team              | Marc Lieb Romain Dumas Neel Jani                      | Porsche 919 Hybrid             | M    | 202 | +1 kör             |
| 2.       | LMP1      | 18 | Porsche Team              | Marc Lieb Romain Dumas Neel Jani                      | Porsche 2.0 L Turbo V4         | M    | 202 | +1 kör             |
| 3.       | LMP1      | 7  | Audi Sport Team Joest     | André Lotterer Marcel Fässler Benoît Tréluyer         | Audi R18 e-tron quattro        | M    | 202 | +1 kör             |
| 3.       | LMP1      | 7  | Audi Sport Team Joest     | André Lotterer Marcel Fässler Benoît Tréluyer         | Audi TDI 4.0 L Turbo Diesel V6 | M    | 202 | +1 kör             |
| 4.       | LMP1      | 8  | Audi Sport Team Joest     | Loïc Duval Lucas di Grassi Oliver Jarvis              | Audi R18 e-tron quattro        | M    | 202 | +1 kör             |
| 4.       | LMP1      | 8  | Audi Sport Team Joest     | Loïc Duval Lucas di Grassi Oliver Jarvis              | Audi TDI 4.0 L Turbo Diesel V6 | M    | 202 | +1 kör             |
| 5.       | LMP1      | 1  | Toyota Racing             | Anthony Davidson Sébastien Buemi Nakadzsima Kazuki    | Toyota TS040 Hybrid            | M    | 200 | +3 kör             |
| 5.       | LMP1      | 1  | Toyota Racing             | Anthony Davidson Sébastien Buemi Nakadzsima Kazuki    | Toyota 3.7 L V8                | M    | 200 | +3 kör             |
| 6.       | LMP1      | 2  | Toyota Racing             | Alexander Wurz Stéphane Sarrazin Mike Conway          | Toyota TS040 Hybrid            | M    | 199 | +4 kör             |
| 6.       | LMP1      | 2  | Toyota Racing             | Alexander Wurz Stéphane Sarrazin Mike Conway          | Toyota 3.7 L V8                | M    | 199 | +4 kör             |
| 7.       | LMP2      | 47 | KCMG                      | Matthew Howson Richard Bradley Nick Tandy             | Oreca 05                       | D    | 185 | +18 kör            |
| 7.       | LMP2      | 47 | KCMG                      | Matthew Howson Richard Bradley Nick Tandy             | Nissan VK45DE 4.5 L V8         | D    | 185 | +18 kör            |
| 8.       | LMP2      | 26 | G-Drive Racing            | Roman Ruszinov Julien Canal Sam Bird                  | Ligier JS P2                   | D    | 185 | +18 kör            |
| 8.       | LMP2      | 26 | G-Drive Racing            | Roman Ruszinov Julien Canal Sam Bird                  | Nissan VK45DE 4.5 L V8         | D    | 185 | +18 kör            |
| 9.       | LMP2      | 28 | G-Drive Racing            | Gustavo Yacamán Ricardo González Pipo Derani          | Ligier JS P2                   | D    | 184 | +19 kör            |
| 9.       | LMP2      | 28 | G-Drive Racing            | Gustavo Yacamán Ricardo González Pipo Derani          | Nissan VK45DE 4.5 L V8         | D    | 184 | +19 kör            |
| 10.      | LMP2      | 43 | Team SARD Morand          | Oliver Webb Pierre Ragues Archie Hamilton             | Morgan LMP2 Evo                | D    | 184 | +19 kör            |
| 10.      | LMP2      | 43 | Team SARD Morand          | Oliver Webb Pierre Ragues Archie Hamilton             | SARD (Judd) 3.6 L V8           | D    | 184 | +19 kör            |
| 11.      | LMP2      | 36 | Signatech Alpine          | Nelson Panciatici Paul-Loup Chatin Vincent Capillaire | Alpine A450b                   | D    | 183 | +20 kör            |
| 11.      | LMP2      | 36 | Signatech Alpine          | Nelson Panciatici Paul-Loup Chatin Vincent Capillaire | Nissan VK45DE 4.5 L V8         | D    | 183 | +20 kör            |
| 12.      | LMP2      | 30 | Extreme Speed Motorsports | Scott Sharp Ryan Dalziel David Heinemeier Hansson     | Ligier JS P2                   | D    | 183 | +20 kör            |
| 12.      | LMP2      | 30 | Extreme Speed Motorsports | Scott Sharp Ryan Dalziel David Heinemeier Hansson     | Honda HR28TT 2.8 L Turbo V6    | D    | 183 | +20 kör            |
| 13.      | LMP2      | 42 | Strakka Racing            | Nick Leventis Jonny Kane Danny Watts                  | Gibson 015S                    | D    | 181 | +23 kör            |
| 13.      | LMP2      | 42 | Strakka Racing            | Nick Leventis Jonny Kane Danny Watts                  | Nissan VK45DE 4.5 L V8         | D    | 181 | +23 kör            |
| 14.      | LMP2      | 31 | Extreme Speed Motorsports | Ed Brown Johannes van Overbeek Jon Fogarty            | Ligier JS P2                   | D    | 177 | +26 kör            |
| 14.      | LMP2      | 31 | Extreme Speed Motorsports | Ed Brown Johannes van Overbeek Jon Fogarty            | Honda HR28TT 2.8 L Turbo V6    | D    | 177 | +26 kör            |
| 15.      | LMGTE Pro | 91 | Porsche Team Manthey      | Richard Lietz Michael Christensen                     | Porsche 911 RSR                | M    | 176 | +27 kör            |
| 15.      | LMGTE Pro | 91 | Porsche Team Manthey      | Richard Lietz Michael Christensen                     | Porsche 4.0 L Flat-6           | M    | 176 | +27 kör            |
| 16.      | LMGTE Pro | 92 | Porsche Team Manthey      | Patrick Pilet Frédéric Makowiecki                     | Porsche 911 RSR                | M    | 175 | +28 kör            |
| 16.      | LMGTE Pro | 92 | Porsche Team Manthey      | Patrick Pilet Frédéric Makowiecki                     | Porsche 4.0 L Flat-6           | M    | 175 | +28 kör            |
| 17.      | LMGTE Pro | 71 | AF Corse                  | Davide Rigon James Calado                             | Ferrari 458 Italia GT2         | M    | 175 | +28 kör            |
| 17.      | LMGTE Pro | 71 | AF Corse                  | Davide Rigon James Calado                             | Ferrari 4.5 L V8               | M    | 175 | +28 kör            |
| 18.      | LMP1      | 4  | Team ByKolles             | Simon Trummer Pierre Kaffer                           | CLM P1/01                      | M    | 175 | +28 kör            |
| 18.      | LMP1      | 4  | Team ByKolles             | Simon Trummer Pierre Kaffer                           | AER P60 2.4 L Turbo V6         | M    | 175 | +28 kör            |
| 19.      | LMGTE Pro | 95 | Aston Martin Racing       | Christoffer Nygaard Marco Sørensen                    | Aston Martin V8 Vantage GTE    | M    | 175 | +28 kör            |
| 19.      | LMGTE Pro | 95 | Aston Martin Racing       | Christoffer Nygaard Marco Sørensen                    | Aston Martin 4.5 L V8          | M    | 175 | +28 kör            |
| 20.      | LMGTE Pro | 99 | Aston Martin Racing V8    | Fernando Rees Alex MacDowall Richie Stanaway          | Aston Martin V8 Vantage GTE    | M    | 174 | +29 kör            |
| 20.      | LMGTE Pro | 99 | Aston Martin Racing V8    | Fernando Rees Alex MacDowall Richie Stanaway          | Aston Martin 4.5 L V8          | M    | 174 | +29 kör            |
| 21.      | LMGTE Pro | 97 | Aston Martin Racing       | Darren Turner Stefan Mücke Jonathan Adam              | Aston Martin V8 Vantage GTE    | M    | 173 | +30 kör            |
| 21.      | LMGTE Pro | 97 | Aston Martin Racing       | Darren Turner Stefan Mücke Jonathan Adam              | Aston Martin 4.5 L V8          | M    | 173 | +30 kör            |
| 22.      | LMP1      | 12 | Rebellion Racing          | Nicolas Prost Nick Heidfeld Mathias Beche             | Rebellion R-One                | M    | 173 | +30 kör            |
| 22.      | LMP1      | 12 | Rebellion Racing          | Nicolas Prost Nick Heidfeld Mathias Beche             | AER P60 2.4 L Turbo V6         | M    | 173 | +30 kör            |
| 23.      | LMGTE Am  | 72 | SMP Racing                | Viktor Saitar Alekszej Baszov Andrea Bertolini        | Ferrari 458 Italia GT2         | M    | 173 | +30 kör            |
| 23.      | LMGTE Am  | 72 | SMP Racing                | Viktor Saitar Alekszej Baszov Andrea Bertolini        | Ferrari 4.5 L V8               | M    | 173 | +30 kör            |
| 24.      | LMGTE Am  | 98 | Aston Martin Racing       | Paul Dalla Lana Pedro Lamy Mathias Lauda              | Aston Martin V8 Vantage GTE    | M    | 172 | +31 kör            |
| 24.      | LMGTE Am  | 98 | Aston Martin Racing       | Paul Dalla Lana Pedro Lamy Mathias Lauda              | Aston Martin 4.5 L V8          | M    | 172 | +31 kör            |
| 25.      | LMGTE Am  | 83 | AF Corse                  | François Perrodo Emmanuel Collard Rui Águas           | Ferrari 458 Italia GT2         | M    | 172 | +31 Laps           |
| 25.      | LMGTE Am  | 83 | AF Corse                  | François Perrodo Emmanuel Collard Rui Águas           | Ferrari 4.5 L V8               | M    | 172 | +31 Laps           |
| 26.      | LMGTE Am  | 77 | Dempsey Racing-Proton     | Patrick Dempsey Patrick Long Marco Seefried           | Porsche 911 RSR                | M    | 172 | +31 kör            |
| 26.      | LMGTE Am  | 77 | Dempsey Racing-Proton     | Patrick Dempsey Patrick Long Marco Seefried           | Porsche 4.0 L Flat-6           | M    | 172 | +31 kör            |
| 27.      | LMGTE Am  | 50 | Larbre Compétition        | Gianluca Roda Paolo Ruberti Kristian Poulsen          | Chevrolet Corvette C7.R        | M    | 171 | +32 kör            |
| 27.      | LMGTE Am  | 50 | Larbre Compétition        | Gianluca Roda Paolo Ruberti Kristian Poulsen          | Chevrolet 5.5 L V8             | M    | 171 | +32 kör            |
| 28.      | LMGTE Am  | 88 | Abu Dhabi-Proton Racing   | Christian Ried Earl Bamber Halid Alqubisi             | Porsche 911 RSR                | M    | 170 | +33 kör            |
| 28.      | LMGTE Am  | 88 | Abu Dhabi-Proton Racing   | Christian Ried Earl Bamber Halid Alqubisi             | Porsche 4.0 L Flat-6           | M    | 170 | +33 kör            |
| 29.      | LMGTE Am  | 96 | Aston Martin Racing       | Roald Goethe Stuart Hall Francesco Castellacci        | Aston Martin V8 Vantage GTE    | M    | 169 | +34 kör            |
| 29.      | LMGTE Am  | 96 | Aston Martin Racing       | Roald Goethe Stuart Hall Francesco Castellacci        | Aston Martin 4.5 L V8          | M    | 169 | +34 kör            |
| 30.      | LMGTE Pro | 51 | AF Corse                  | Gianmaria Bruni Toni Vilander                         | Ferrari 458 Italia GT2         | M    | 168 | +35 kör            |
| 30.      | LMGTE Pro | 51 | AF Corse                  | Gianmaria Bruni Toni Vilander                         | Ferrari 4.5 L V8               | M    | 168 | +35 kör            |
| Ki       | LMP1      | 13 | Rebellion Racing          | Alexandre Imperatori Dominik Kraihamer Daniel Abt     | Rebellion R-One                | M    | 1   | motor              |
| Ki       | LMP1      | 13 | Rebellion Racing          | Alexandre Imperatori Dominik Kraihamer Daniel Abt     | AER P60 2.4 L Turbo V6         | M    | 1   | motor              |

## A világbajnokság állása a versenyt követően
LMP1 (Teljes táblázat)
| H  | Versenyzők                                    | Pont | H  | Konstruktőrök | Pont |
| -- | --------------------------------------------- | ---- | -- | ------------- | ---- |
| 1. | André Lotterer Marcel Fässler Benoît Tréluyer | 95   | 1. | Audi          | 184  |
| 2. | Timo Bernhard Brendon Hartley Mark Webber     | 78   | 2. | Porsche       | 151  |
| 3. | Marc Lieb Romain Dumas Neel Jani              | 76   | 3. | Toyota        | 89   |
| 4. | Nick Tandy                                    | 66   |    |               |      |
| 5. | Earl Bamber Nico Hülkenberg                   | 53   |    |               |      |

GT (Teljes táblázat)
| H  | Versenyzők                                     | Pont | H  | Konstruktőrök | Pont |
| -- | ---------------------------------------------- | ---- | -- | ------------- | ---- |
| 1. | Richard Lietz                                  | 73   | 1. | Ferrari       | 166  |
| 2. | Davide Rigon James Calado                      | 72   | 2. | Porsche       | 142  |
| 3. | Gianmaria Bruni Toni Vilander                  | 62,5 | 3. | Aston Martin  | 106  |
| 4. | Viktor Saitar Alekszej Baszov Andrea Bertolini | 58   |    |               |      |
| 5. | Michael Christensen                            | 55   |    |               |      |

LMP2 (Teljes táblázat)
| H  | Versenyzők                                   | Pont | H  | Konstruktőrök             | Pont |
| -- | -------------------------------------------- | ---- | -- | ------------------------- | ---- |
| 1. | Matthew Howson Richard Bradley               | 104  | 1. | KCMG                      | 104  |
| 2. | Gustavo Yacamán Ricardo González Pipo Derani | 89   | 2. | #28 G-Drive Racing        | 89   |
| 3. | Roman Ruszinov Julien Canal Sam Bird         | 82   | 3. | #26 G-Drive Racing        | 82   |
| 4. | Nicolas Lapierre                             | 66   | 4. | Extreme Speed Motorsports | 42   |
| 5. | Ed Brown Jon Fogarty                         | 42   | 5. | OAK Racing                | 34   |

LMGTE Am (Teljes táblázat)
| H  | Versenyzők                                     | Pont | H  | Konstruktőrök           | Pont |
| -- | ---------------------------------------------- | ---- | -- | ----------------------- | ---- |
| 1. | Viktor Saitar Alekszej Baszov Andrea Bertolini | 106  | 1. | SMP Racing              | 106  |
| 2. | François Perrodo Emmanuel Collard Rui Águas    | 81   | 2. | AF Corse                | 81   |
| 3. | Paul Dalla Lana Pedro Lamy Mathias Lauda       | 71   | 3. | #98 Aston Martin Racing | 71   |
| 4. | Patrick Dempsey Patrick Long Marco Seefried    | 66   | 4. | Dempsey Racing-Proton   | 66   |
| 5. | Christian Ried Halid Alqubisi                  | 30   | 5. | Abu Dhabi-Proton Racing | 30   |